# Kandalaksja
Kandalaksja (Russisch: Кандалакша, Kandalaksja; Fins: Kantalahti) is een stad in de oblast Moermansk, een provincie in het noordwesten van Rusland. De stad ligt nabij de Witte Zee, in de buurt van de noordpoolcirkel aan de Golf van Kandalaksja. Bij de volkstelling van 2002 telde de stad 40.564 inwoners.

## Geschiedenis
De nederzetting Kandalaksja bestaat al sinds de 11e eeuw. In de 13e eeuw werd het samen met het zuidelijke deel van de Kola onderdeel van de Republiek Novgorod. In 1478 werd de stad bij het Grootvorstendom Moskou gevoegd.
In 1915 werd begonnen met de bouw van een zeehaven, waarna in 1918 een spoorlijn werd aangelegd tussen Moskou en Moermansk, die dwars door de stad liep.

## Demografie
| Ontwikkeling van het inwoneraantal |        |        |        |        |        |
| Jaar                               | 1959   | 1970   | 1979   | 1989   | 2002   |
| Bevolking                          | 37.100 | 42.700 | 45.400 | 54.100 | 40.500 |

Bestuurlijk centrum: Moermansk

Apatity · Gadziejevo · Kandalaksja · Kirovsk · Kola · Kovdor · Montsjegorsk · Olenogorsk · Ostrovnoj · Poljarny · Poljarnye Zory · Severomorsk · Snezjnogorsk · Zaozjorsk · Zapoljarny